# Anna Netrebko
Anna Iurievna Netrebko (în l. rusă: Анна Юрьевна Нетребко; n. 18 septembrie 1971, Krasnodar, RSFS Rusă, URSS) este o soprană rusă de renume mondial. Mai deține și cetățenia austriacă. Locuiește la Viena și a fost căsătorită cu bas-baritonul uruguayan Erwin Schrott. Perechea are un băiat.
Fanii lui Netrebko o numesc La Bellissima.

## Biografie
Anna Netrebko s-a născut în Krasnodar (Russia), într-o familie de naționalitate cazacă. În perioada studenției la Conservatorul din Saint Petersburg, Netrebko a lucrat ca femeie de serviciu la Teatrul Mariinsky. Cu ocazia unei audiții la Teatrul Mariinsky, dirijorul Valery Gergiev a recunoscut-o pe Anna Netrebko în fosta femeie de serviciu. El a devenit mai târziu mentorul ei vocal. Sub îndrumarea lui Gergiev, Netrebko a debutat la Teatrul Mariinsky la vârsta de 22 de ani, ca Susanna in Nunta lui Figaro. Ea a continuat sa cânte multe roluri importante alături de Opera Kirov, inclusiv Amina în Somnambula, Pamina în Flautul fermecat, Rosina în Bărbierul din Seviglia, și Lucia în Lucia di Lammermoor.
În 1994, ea a cântat Regina Nopții in Flautul fermecat alături de Academia Independentă de Operă Avangarda din Riga sub bagheta dirijorului David Milnes.
În martie 2006, Netrebko a depus cerere pentru a primi cetățenia austriacă, pe care a primit-o la sfârșitul lui iulie.. Netrebko a descris procesul umilitor si dificil de obținere a vizelor (în calitate de cetățean rus) pentru numeroasele sale deplasări în străinătate ca motiv principal al obținerii cetățeniei austriece. Netrebko nu vorbește limba germană.
În martie 2007, Netrebko a anunțat că va fi Ambasador al SOS Satele Copiilor în Austria, și de asemenea sponsor al satului Tomilino din Russia.

## Viața personală
În aprilie 2008, Netrebko a anunțat ca ea si bas-baritonul Erwin Schrott s-au căsătorit, dar căsătoria nu a avut loc oficial.
Băiatul lor poartă numele "Tiago Netrebko", s-a născut pe 5 septembrie 2008 în Vienna și este cetățean austriac. Tiago este ușor autist și locuiește exclusiv cu mama sa.
În noiembrie 2013 cuplul a anunțat despărțirea. Ea a achiziționat în New York un apartament de lux situat la etajul 32, cu vedere la Hudson River, în care mai locuiesc Tiago și sora sa Natașa.